# Baix Penedès
Baix Penedès là một comarca (hạt) ven bờ biển của Catalonia, Tây Ban Nha.

## Các đô thị
Dân số năm 2001.
- Albinyana - 1780
- L'Arboç - 3977
- Banyeres del Penedès - 1862
- Bellvei - 1532
- La Bisbal del Penedès - 2349
- Bonastre - 424
- Calafell - 15883
- Cunit - 7339
- Llorenç del Penedès - 1821
- Masllorenç - 453
- El Montmell - 784
- Sant Jaume dels Domenys - 1637
- Santa Oliva - 2422
- El Vendrell - 26.820